# Krijn Schuitemaker

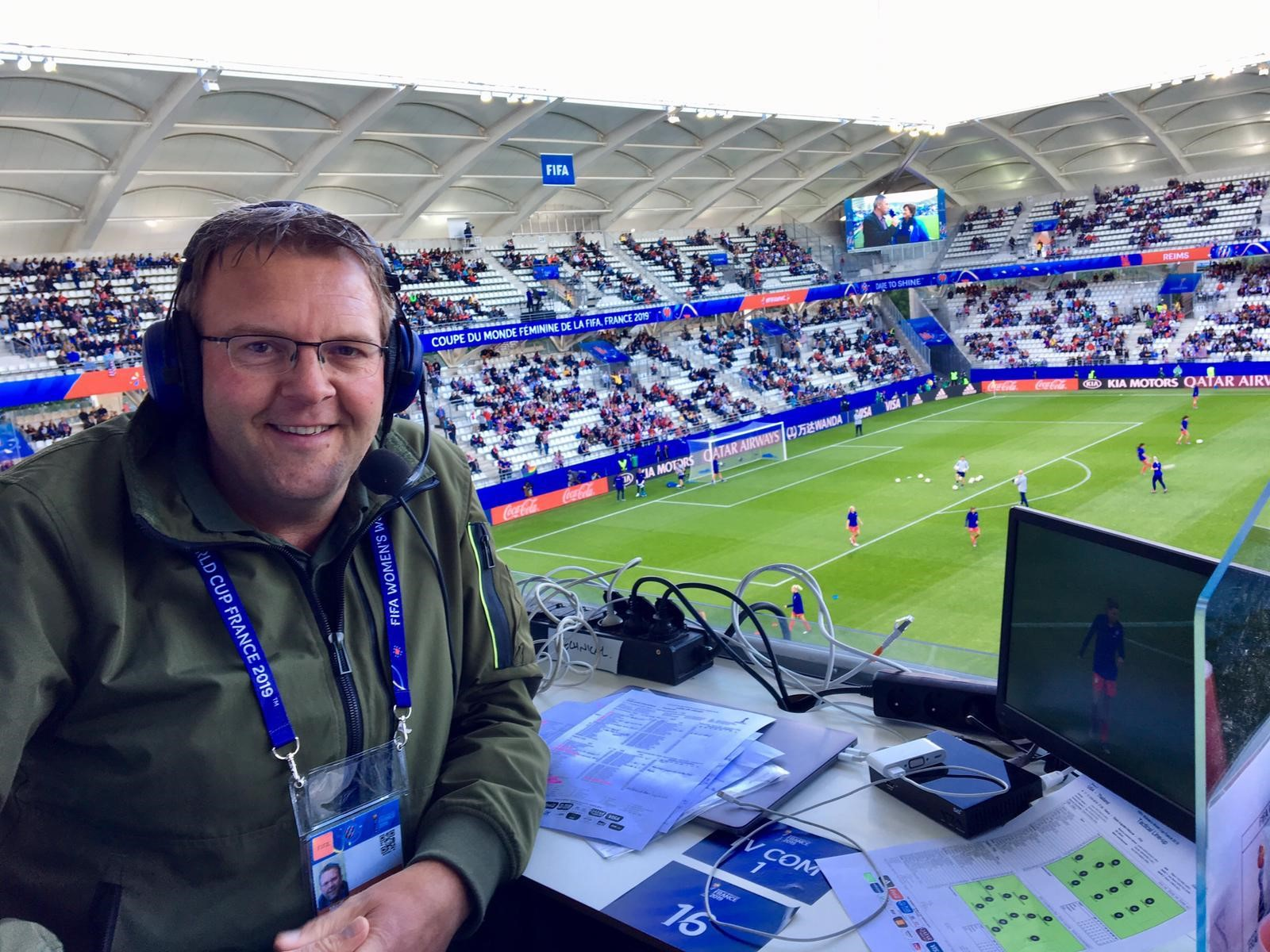
Krijn Schuitemaker in 2019

Krijn Schuitemaker (8 januari 1974) is een Nederlands sportcommentator bij de NOS (radio en televisie), Ziggo Sport, ESPN en Eurosport. Hij verzorgt commentaar bij verschillende sporten: voetbal, (ijs)hockey, schansspringen, (baan)wielrennen, (beach)volleybal, handbal, korfbal, tennis en waterpolo. Naast sportcommentator is hij ook presentator en videoproducent.

## Loopbaan
Schuitemaker begon zijn carrière bij de lokale omroep van Katwijk, het huidige RTV Katwijk. In 1999 stapte hij over naar de regionale omroep RTV West, dat later Omroep West werd.
In 2004 was Schuitemaker voor het eerst landelijk werkzaam, namelijk voor Sport 1 dat later als Ziggo Sport verder ging. Vanaf 2005 werkte hij als commentator voor Eurosport. Sinds 2015 geeft hij commentaar voor NOS Studio Sport en NOS Langs de Lijn, en vanaf 2015 is hij commentator voor Eredivisie Live, dat later verder ging als Fox Sports en vervolgens ESPN.
Tijdens de Olympische Zomerspelen in Rio de Janeiro (2016) versloeg Schuitemaker voor de NOS de sporten hockey en volleybal op de radio en beachvolleybal op de televisie. In 2021 was Schuitemaker actief voor de NOS tijdens de Olympische Zomerspelen in Tokio met verslag voor onder andere hockey en beachvolleybal. In 2024 versloeg Schuitemaker voor de NOS tijdens de Olympische Zomerspelen in Parijs onder andere hockey, beachvolleybal en waterpolo.

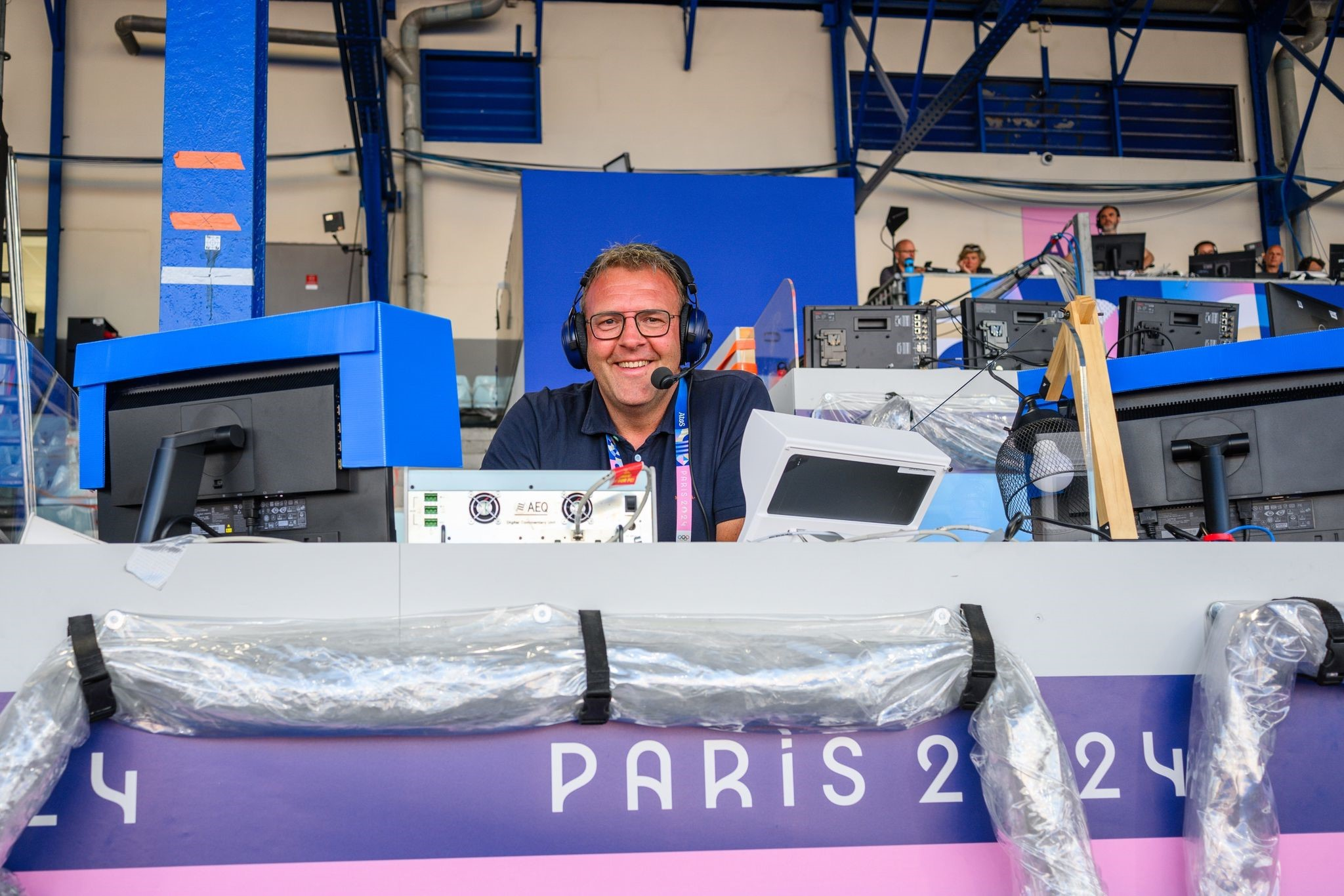
Krijn Schuitemaker in actie tijdens de Olympische Spelen

In 2019 startte hij met Mari Carmen Oudendijk het programma Sport & Business op ALLsportsradio.
Krijn Schuitemaker produceert video’s voor bedrijven en organisaties. In 2020 maakte hij in opdracht van de Vereniging Bloemisten Winkeliers (VBW) een videocommercial die winnaar was van het tweede kwartaal van de 'Gouden Loeki' in 2020.

## Trivia
- In januari 1999 interviewde Krijn Schuitemaker voor de lokale omroep van Katwijk voetballer Dirk Kuijt. Het was het eerste televisie-interview van Kuijt.[1]
- Op 24 september 2017 haalde de crew van Fox Sports een grap uit tijdens een voetbalduel tussen Ghana en Nigeria die door Krijn Schuitemaker verslagen werd. Een aantal supporters had bordjes met een foto van Schuitemaker. Ook was er een bord en spandoek.[6]
- Voor de film Gek van Oranje (2018) verzorgde Krijn Schuitemaker het commentaar van de voetbalwedstrijden.[7]